# Runensteine von Kolunda

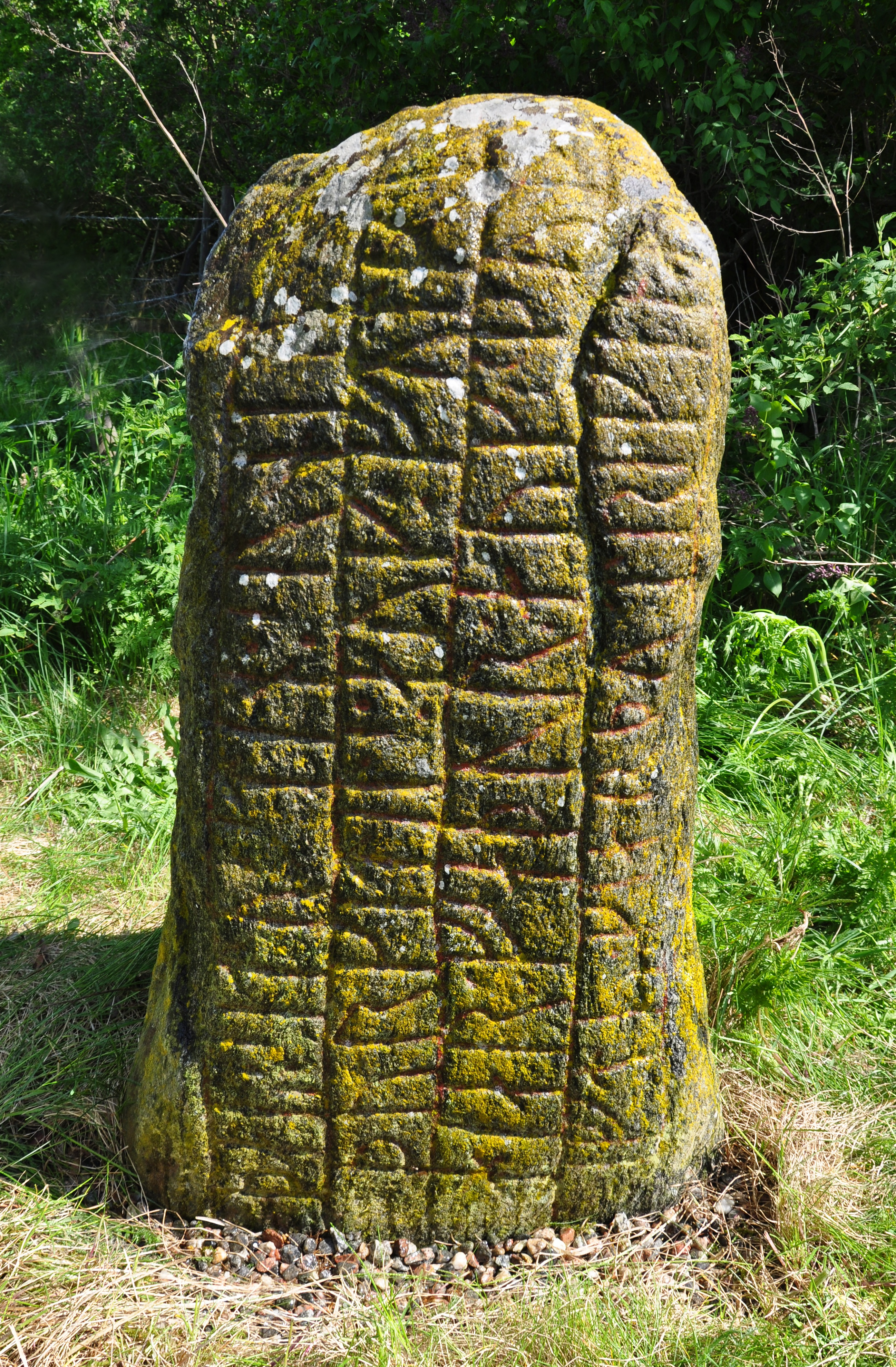
Runenstein Sö 113 von Kolunda

Die vier Runensteine von Kolunda stehen im Weiler Kolunda, östlich von Skogstorp in der Gemeinde Eskilstuna im schwedischen Södermanlands län.

## Runenstein Sö 112
Der Runenstein Sö 112 ist ein mit einer Maskendarstellung versehener Maskenstein, der vom Runenmeister Traen (A) geritzt wurde. Er wurde in einer Gruppe mit den Steinen Sö 113 und Sö NOR1998;22 aufgestellt (⊙).

## Runenstein Sö 113
Der älteste der vier Steine wurde beim Erdabbau in der Nähe eines Grabhügels aus dem 11. Jahrhundert gefunden. Er stand wahrscheinlich auf dem Hügel östlich der Straße 53, bevor er umgekippt und im Boden vergraben wurde.
Seine Inschrift in geraden, vertikalen Runenbändern zeigt, dass er im älteren Runensteinstil, dem RAK-Stil, verfasst wurde, der ohne Bildanteile auskommt und bei dem die Schriftbänder glatt enden, und in der Region einer der ältesten Runensteine ist. Die übersetzte Inschrift lautet:
„Den Stein setzten, die Söhne Torkättil und Folka, nach dem Vater und der Mutter, machten die männlichen (Gedenkstätte).“

## Runenstein Sö NOR1998;22
Ein 1997 in Kolunda neu gefundener Runenstein (Sö NOR1998;22) mit einer Anrufung der Mutter Gottes wurde 1998 in „Nytt om Runer“ veröffentlicht. Der Runenstein ist von besonderem Aussehen und trägt eine ungewöhnliche Inschrift. Er wurde beim Abriss einer Scheune auf dem Bauernhof Kolunda gefunden, landete aber zunächst auf einem Lessteinhaufen. Der Stein ist schmal und die Ritzung befindet sich auf zwei Seiten in einem Schlangenband. Die Oberfläche ist rau und nach Helmer Gustavson (1938–2018) für das Schnitzen von Runen nicht besonders geeignet. Der aufgerichtete Stein steht jetzt neben den zwei älteren Kolundasteinen. Sein Text lautet: „Gott und die Gottesmutter helfe Geres (?) Geist.“ Der Name des toten Mannes ist unsicher.

## Runenstein Sö Fv1990:31
1988 wurde das Runensteinfragment Sö Fv1990:31 gefunden. Auf den beiden geritzten Seiten sind nur wenige Buchstaben und Teile eine Kreuzarms erkennbar. Das Fragment wurde am Fundort aufgestellt, etwa 500 m östlich der anderen Steine (⊙).

## Umgebung
In der Nähe steht der Runenstein von Stenkvista.